# Destruction des sites archéologiques par des groupes d’extrémisme religieux armés
 (avril 2025).
La mise en forme du texte ne suit pas les recommandations de Wikipédia : il faut le « wikifier ».
Les points d'amélioration suivants sont les cas les plus fréquents :
- Les titres sont pré-formatés par le logiciel. Ils ne sont ni en capitales, ni en gras.
- Le texte ne doit pas être écrit en capitales (les noms de famille non plus), ni en gras, ni en italique, ni en « petit »…
- Le gras n'est utilisé que pour surligner le titre de l'article dans l'introduction, une seule fois.
- L'italique est rarement utilisé : mots en langue étrangère, titres d'œuvres, noms de bateaux, etc.
- Les citations ne sont pas en italique mais en corps de texte normal. Elles sont entourées par des guillemets français : « et ».
- Les listes à puces sont à éviter, des paragraphes rédigés étant largement préférés. Les tableaux sont à réserver à la présentation de données structurées (résultats, etc.).
- Les appels de note de bas de page (petits chiffres en exposant, introduits par l'outil «  Source ») sont à placer entre la fin de phrase et le point final[comme ça].
- Les liens internes (vers d'autres articles de Wikipédia) sont à choisir avec parcimonie. Créez des liens vers des articles approfondissant le sujet. Les termes génériques sans rapport avec le sujet sont à éviter, ainsi que les répétitions de liens vers un même terme.
- Les liens externes sont à placer uniquement dans une section « Liens externes », à la fin de l'article. Ces liens sont à choisir avec parcimonie suivant les règles définies. Si un lien sert de source à l'article, son insertion dans le texte est à faire par les notes de bas de page.
- La présentation des références doit suivre les conventions bibliographiques. Il est recommandé d'utiliser les modèles {{Ouvrage}}, {{Chapitre}}, {{Article}}, {{Lien web}} et/ou {{Bibliographie}}. Le mode d'édition visuel peut mettre en forme automatiquement les références.
- Insérer une infobox (cadre d'informations à droite) n'est pas obligatoire pour parachever la mise en page.

Pour une aide détaillée, merci de consulter Aide:Wikification.
Si vous pensez que ces points ont été résolus, vous pouvez retirer ce bandeau et améliorer la mise en forme d'un autre article.
 (avril 2025).
Le pillage et la destruction des sites archéologiques modernes constituent une menace croissante pour le patrimoine mondial. Ces actes sont souvent motivés par des raisons idéologiques, comme le rejet du passé profane ou la volonté de réécrire l’histoire pour asseoir une nouvelle identité politique ou religieuse. Des groupes comme le GEI s’attaquent ainsi à des vestiges considérés comme contraires à leur vision du monde. Du côté hindou, certaines destructions ciblent les traces d’épisodes jugés indésirables dans la mémoire collective. Parallèlement, des motivations économiques alimentent le trafic d’antiquités, avec la revente d’artéfacts anciens sur les marchés internationaux. Entre révisionnisme idéologique et appât du gain, le patrimoine se retrouve pris dans des logiques de pouvoir.

## Le rejet du passé profane
En juin 2014, le GEI (Groupe armé état islamique) publie une vidéo documentant la destruction du musée de Mossoul et de la cité antique de Ninive. La vidéo débute par un narrateur exposant les justifications théologiques derrière la décision du groupe armé de détruire les reliques et statues. Pour le GEI, les artéfacts contenus dans le musée ne sont pas perçus comme l’héritage culturel de l’Iraq, mais comme des symboles vivaces de croyances et pratiques religieuses antérieurs à l’Islam.
Le magazine Dābiq, appartenant au GEI, faisait au même moment l’éloge des doctrines du groupe, en mettant l’accent sur le tawḥīd (monothéisme), principe fondamental de l’Islam, qui suggère que toute image représentant une divinité ancienne comme moderne va à l’encontre de leur idéologie, puisqu’elle suppose l’existence d’une divinité autre qu’Allah. Dans un autre numéro, le magazine rappel l’engagement de « l’état islamique » à éradique toute forme de polythéisme  et d’hérésie.
Les justifications théologiques utilisées par le GEI servent à légitimer ses actions auprès de ses partisans en se présentant comme dévoué à leur religion, mais également un groupe qui prend au sérieux leur devoir religieux. Ainsi, cette motivation particulière a pour but de supprimer les traditions et a effacé la mémoire pour afin de créer un nouveau récit historique qui n’offrent aucune vision autre que la leur. 

## Objectif politique
L’attaque de « l’état islamique » sur des patrimoines nationaux sert également un ordre national et identitaire basé sur le patrimoine historique. En mars 2015, Irina Bokova, l’ancienne directrice générale de l’UNESCO, a qualifié les attaques du GEI sur les sites patrimoniaux comme des « crimes de guerre ». En réponse, le groupe armé a filmé une vidéo à Hatra, une ancienne cité arabe située en haute Mésopotamie considérée comme un site archéologique important pour l’étude de l’empire parthe. La destruction de ce site avait pour but de contester l’ordre mondial et les symboles étatiques qui utiliseraient l’histoire pour créer des « récits nationaux », voire faire la promotion d’un « agenda nationaliste ». Ainsi, les actes d’iconoclasmes de l’état islamique vont au-delà de la rhétorique religieuse et deviennent des actes de contestations politiques internationaux. La remise en cause a pour but d’ébranler les structures de pouvoir existantes et a diffusé le programme politique du GEI fondé sur une idéologie religieuse. En s’attaquant aux vestiges des États-nations, ils entreprennent une déconstruction méthodique des identités culturelles et historiques existantes. Par ces actions, le GEI se place directement comme ennemi de l’archéologie, qu’il juge comme étant un simple outil servant à glorifier l’histoire d’une nation et permettant d’affirmer leur ancienneté sur le territoire. 

## Réécriture de l’histoire
La destruction des sites archéologiques est centrale pour la réécriture de l’histoire. Lorsqu’un groupe cherche à dévaloriser un autre groupe minoritaire la destruction d’un vestige ou d’un bâtiment ancien en fondamental afin d’imposer une vision alternative de l’histoire du pays qu’ils jugent comme étant véritable. La mosquée de Babri est un exemple concret de réécriture de l’histoire en Inde. Construite en 1527 et située dans l’état d’Uttar Pradesh en Inde, la mosquée de Babri fut complètement détruite par le mouvement Hindutva. Ce mouvement nationaliste extrême a utilisé le pamphlet Hindutva : Who is a Hindu, publié en 1923, afin de bâtir leur idéologie. Sa contribution la plus marquante — et aussi la plus controversée — réside dans sa définition de l’hindou : une personne qui reconnaît l’Inde à la fois comme sa patrie et comme sa terre sainte. L'objectif principal de l'Hindutva est d'établir un Hindu Rashtra, c'est-à-dire un État hindou doté de sa propre version du Rama Rajya (règne de Ram), un rappel de l'âge d'or de l'hindouisme, lorsque le dieu Ram régnait sur l'Inde, comme le raconte l'épopée du Ramayana. Plusieurs évènements eurent comme effet la montée de ce mouvement durant les années 1970 et 1980 et culminèrent par la destruction de la mosquée de Babri en 1992. Le mouvement Hindutva affirmait que le lieu de culte était situé sur l’emplacement de naissance de la divinité Rama, ce qui légitimait leurs actes de destructions.

## Financement
Parallèlement aux actes iconoclastes, Daech entreprit de nombreux pillages de musée et de site dans le but de revendre les artéfacts et ainsi financer leur guerre religieuse. Le territoire qui était contrôlé par le groupe comprenait 1800 sites archéologiques irakiens, dont trois sites étaient classés à l’UNESCO, soit Assour, Hatra et Samarra. En Syrie, des dizaines de milliers d’objets ont été pillés sur des sites archéologiques et environ 40 635 objets ont été pillés dans des musées. En Syrie, le GEI a massivement pillé la ville de Mossoul, en s’attaquant en particulier aux universités, musées, et sites archéologiques, notamment Ninive et Nimrud. Dans ces pays, Daech incitait ses habitants à participer systématiquement à des actes iconoclastes, mais encourageait également la population bédouine à la revente des artéfacts en percevant 20% de la valeur marchande. Ainsi, bien que la destruction des sites archéologique soit l'acte le plus nocif à la communauté archéologique, la destruction de ces sites est souvent précédée d'un pillage qui servira financé par un groupe religieux armé.

## Le problème pour l’archéologie
Bien que les motivations idéologiques poussant à la destruction de sites archéologiques soient nombreuses, l’aide dont peut bénéficier la communauté archéologique est encadrée par des protocoles qui limitent la protection des biens. La convention de La Haye de 1954 assure la protection des biens patrimoniaux dans des conflits armés, même non internationaux, et les partis prenant part au conflit sont tenus de respecter les biens considérés comme internationaux. Le second protocole de 1999 précise et étend les règles de protections en garantissant l’aide de l’UNESCO. Toutefois, l’UNESCO ne possède pas de mécanismes coercitifs servant à protéger les biens. L’application des premiers et seconds protocoles ne peut donc se faire qu’avec des États légitimes, ce qui exclut l’EI et les groupes radicaux, comme l’Hindutva. En somme, outre sanctionner les actes de destructions et de pillages archéologiques, la convention de La Haye ne peut entreprendre des actions concrètes auprès des partis commettant les actes.

## Sources
1. ↑  O. El Kachtoul, « Postface. « Effacer l’héritage en ruine » », Les Cahiers d’EMAM , 36
2. ↑  Dabiq Magazine: Introduction”, Dābiq, no 1, 2014, p. 3.
3. ↑  “Da’wah and Hisbah in the Islamic State”, Dābiq, no 3, 2014, p. 17.
4. ↑  Nations Unies, Assemblée générale, Rapport de la Rapporteuse spéciale dans le domaine des droits culturels, A/71/317 (9 août 2016), 3, p.12
5. 1 2  O., El Kachtoul, « effacer l’héritage en ruine », Les cahiers d’EMAM, en ligne, 36, 2025. https://doi.org/10.4000/131kf
6. 1 2  M. S. Siyech, « An introduction to right wing extremism in India », New England Journal of Public Policy, 2021, vol. 33, p. 5.
7. 1 2  C. Lochon,. L’« État islamique » et le patrimoine architectural arabe civil et religieux. Les Cahiers de l’Orient, 2016,124(4), 103‑126. https://doi.org/10.3917/lcdlo.124.0103
8. ↑  Clooney Foundation for Justice, Les antiquités pillées dans les zones de conflit dont est fait le commerce en Europe et aux États-Unis alimentent les crimes internationaux commis au Moyen-Orient et en Afrique du Nord (MOAN), résumé exécutif, août 2023, 2, p.2
9. ↑  A. Caligiuri, La destruction du patrimoine culturel en situation de conflit armé à caractère non-international : les limites du régime de protection face aux acteurs non-étatiques, Paix et sécurité européenne et internationale, Numéro 2, 1171. https://doi.org/10.61953/psei.1171 p. 3
10. ↑  A. Caligiuri, La destruction du patrimoine culturel en situation de conflit armé à caractère non-international : les limites du régime de protection face aux acteurs non-étatiques, Paix et sécurité européenne et internationale, Numéro 2, 1171. https://doi.org/10.61953/psei.1171 p. 4